# 跨恩斯话
跨恩斯话或河东彝语是一种在中国云南省鹤庆县使用的彝语。

## 分布
跨恩斯人生活在鹤庆县北部六合乡的下列村。
- 河东[5]
- 三戈庄[6]
- 上萼坪[7]
- 五星[8]
- 南坡[9]
- 麦地[10]
- 龙大